# Rhinocyllini
Rhinocyllini  (лат.) — триба долгоносиков из подсемейства Lixinae. Включает в себя два рода: Bangasternus и Rhinocyllus — и не более 20 видов. У изученных представителей отмечены следующие особенности: своеобразное строение эндофаллуса, двухвершинный базо-дорсальный выступ, ряд дополнительных бугров в медиальной области и крупная апикальная область.
Жуки данной трибы — олигофаги, развивающиеся только в соцветиях астровых.